# 反枕

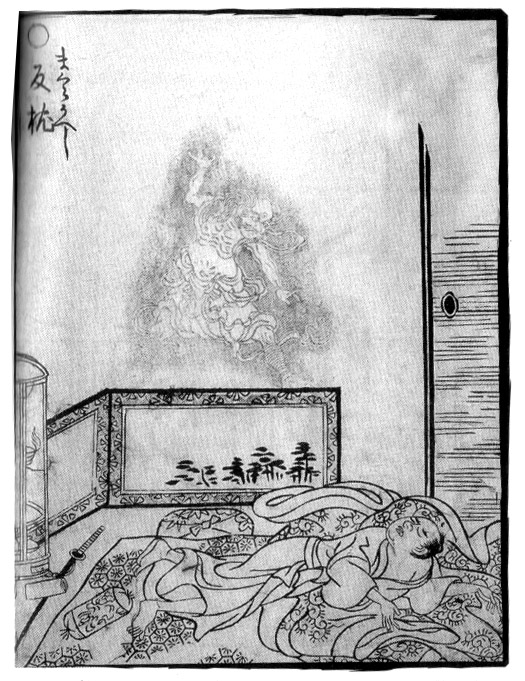
《画图百鬼夜行》中的反枕

反枕（又称枕返，日文：枕返し），是日本传说中的一种妖怪，出自江户时代的《画图百鬼夜行》。在此之后的妖怪传说里对其有了更为精确的描述。传说中，它会把睡眠中的人引诱到美梦中，再吸取其灵魂以获得能量，同时将其杀死。